# Mesophylla macconnelli
Mesophylla macconnelli (Thomas, 1901) è un pipistrello della famiglia dei Fillostomidi, unica specie del genere Mesophylla (Thomas, 1901), diffuso nell'America centrale e meridionale.

## Descrizione

### Dimensioni
Pipistrello di piccole dimensioni, con la lunghezza della testa e del corpo tra 43 e 52 mm, la lunghezza dell'avambraccio tra 29 e 33 mm, la lunghezza del piede tra 8 e 12 mm, la lunghezza delle orecchie tra 12 e 15 mm e un peso fino a 8 g.

### Caratteristiche craniche e dentarie
Il cranio è corto, con il rostro sottile, affusolato e più corto della scatola cranica. Le ossa nasali sono affossate nella parte centrale, mentre il palato si estende ben oltre gli ultimi molari. Gli incisivi superiori interni sono lunghi, convergenti e leggermente bifidi. Il primo molare inferiore è grande circa come il secondo premolare inferiore.
Sono caratterizzati dalla seguente formula dentaria:

### Aspetto
La pelliccia è densa e compatta. La testa e la parte anteriore della schiena sono bianco-brunastre, mentre la groppa è più brunastra. Le parti ventrali sono giallo-biancastre. La foglia nasale è giallo brillante, con i margini rugosi e una seconda piccola foglia dietro di essa. Talvolta sono presenti due strisce indistinte sui lati del muso sopra e sotto ogni occhio. Le orecchie sono gialle brillanti, con l'estremità più brunastra e con una piccola aletta alla base. Il trago è appuntito, con due piccole proiezioni sul margine esterno ed un'altra più spessa sulla superficie frontale. Le membrane alari sono bruno-grigiastre e attaccate posteriormente all'estremità dei metatarsi. Gli avambracci, le dita e il pollice sono rosa-giallastri. È privo di coda, mentre l'uropatagio è corto, privo di peli e marrone chiaro. Il calcar è corto e ricurvo.  M.m.flavescens è più grande e un colorito del corpo più grigiastro. Il cariotipo è 2n=21-22 FN=20.

## Biologia

### Comportamento
Costruisce rifugi arrotolando foglie di giovani palme, Anthurium jenmanii e Geonoma, i quali vengono utilizzati per 5-6 mesi da gruppi fino a 8 individui ciascuno. Le femmine riposano solitariamente insieme ai piccoli.

### Alimentazione
Si nutre di frutta.

### Riproduzione
Femmine gravide sono state catturate in gennaio, febbraio, marzo, maggio, luglio e agosto, mentre altre che allattavano sono state osservate in giugno, luglio, agosto, settembre e ottobre.. Danno alla luce un piccolo alla volta.

## Distribuzione e habitat
Questa specie è diffusa nell'America centrale dal Nicaragua attraverso l'America meridionale fino al bacino del Rio delle Amazzoni. Si trova anche sull'isola di Trinidad.
Vive nelle foreste mature sempreverdi associate a corsi d'acqua ed altri ambienti umidi fino a 1.100 metri di altitudine.

## Tassonomia
Sono state riconosciute 2 sottospecie:
- M.m.macconnelli: Nicaragua meridionale, Costa Rica, Panama, Colombia, Venezuela, Guyana, Suriname, Guyana francese, Ecuador, Perù, Bolivia settentrionale, Brasile settentrionale, centrale e occidentale;
- M.m.flavescens (Goodwin & Greenhall, 1962): Isola di Trinidad.

## Conservazione
La IUCN Red List, considerato il vasto areale, classifica M.macconnelli come specie a rischio minimo (Least Concern).